# Witowy

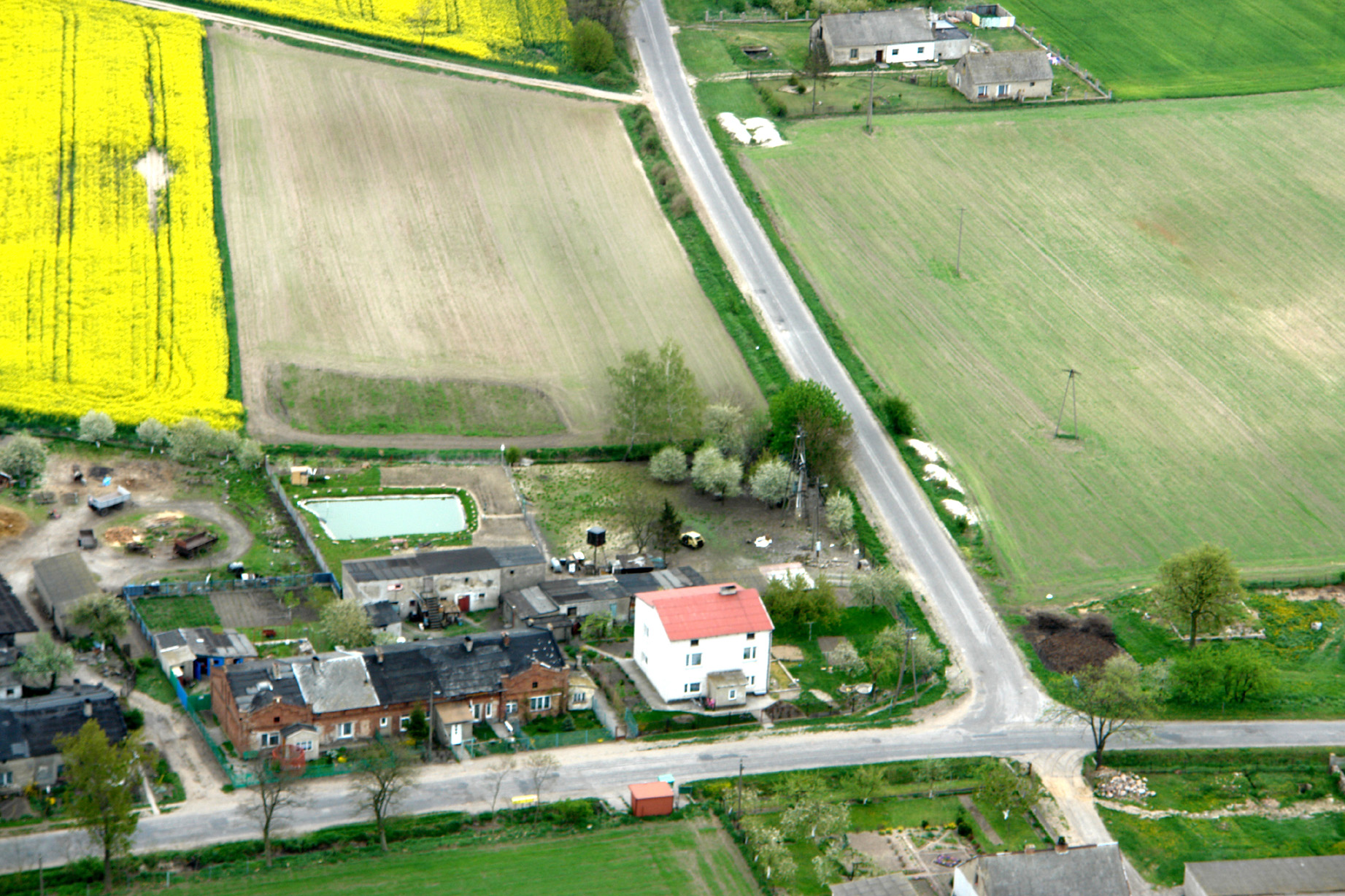
Witowy z lotu ptaka

Witowy – wieś w Polsce, położona w województwie kujawsko-pomorskim, w powiecie inowrocławskim, w gminie Inowrocław.

## Podział administracyjny
W latach 1975–1998 miejscowość administracyjnie należała do województwa bydgoskiego.

## Demografia
Według Narodowego Spisu Powszechnego (III 2011 r.) wieś liczyła 108 mieszkańców. Jest 39. co do wielkości miejscowością gminy Inowrocław.

## Historia
Założona jako wieś rycerska w powiecie inowrocławskim. W 1887 składała się prawdopodobnie z 4 domostw rozlokowanych na obszarze 280 ha. Zamieszkiwało ją 104 mieszkańców. Dochód gruntowy w roku 1887 wynosił 2617 marek.

## Położenie
Najbliższa stacja kolejowa znajduje się w Łojewie (odległość: 4,1 km). Parafia oraz szkoła katolicka znajdują się w pobliskiej Górze (odległość: 1,1 km).